# Zimna Szczelina I
Zimna Szczelina I – jaskinia w Dolinie Kościeliskiej w Tatrach Zachodnich. Wejście do niej znajduje się ponad skałami Sowy, w pobliżu jaskini Zimna Szczelina II i Zimna Szczelina III, na wysokości 1132 m n.p.m. Długość jaskini wynosi 25 metrów, a jej deniwelacja 7,50 metra.

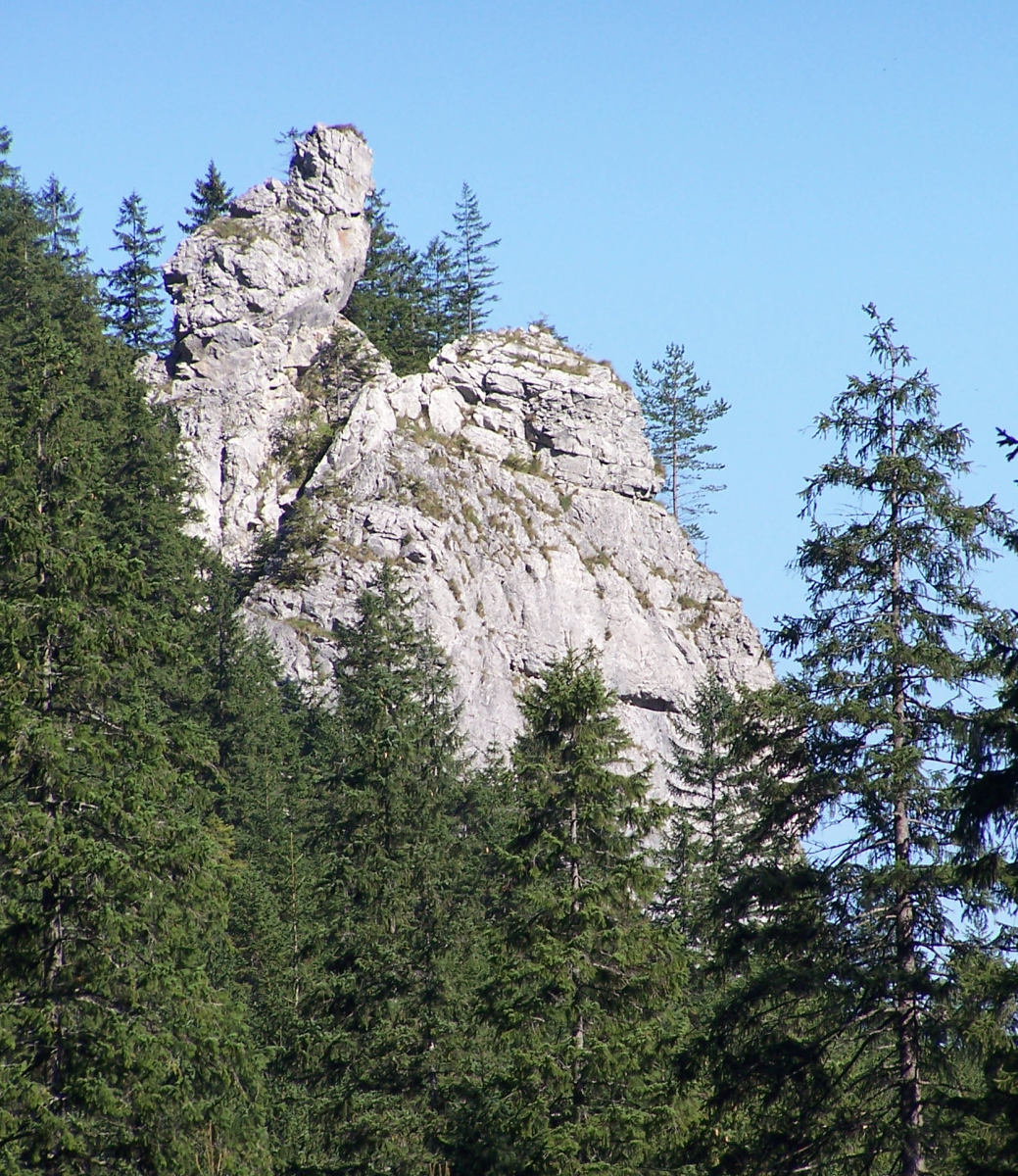
Skała Sowa w Dolinie Kościeliskiej

## Opis jaskini
Główną częścią jaskini jest idąca do góry wysoka szczelina zaczynająca się w obszernym otworze wejściowym (1,2 metra szerokości i 3,5 metra wysokości) i dochodząca do progu z zaklinowanych want. Z zawaliska nad progiem można:
- dojść do małej salki przechodząc pod blokiem przy południowo-wschodniej ścianie.
- iść korytarzykiem zaczynającym się przy północno-zachodniej ścianie do kominka.
- iść w górę po wantach do korytarzyka znajdującego się pod stropem i łączącego się z kominkiem[2].

## Przyroda
Ściany jaskini są mokre, roślinność występuje tylko w okolicach otworu. Z zawaliska nad progiem wieje lodowaty wiatr powodujący, że w szczelinie jest zimno. Stąd nazwa jaskini.

## Historia odkryć
Jaskinia prawdopodobnie znana była od dawna. Jednak, choć jest największa w okolicach Sowy, nie było o niej wcześniej żadnych wzmianek. Z wyjątkiem może legend mówiących o tajemniczych jaskiniach nad Sową kryjących wielkie skarby.
Dokumentację jaskini sporządziła 21 lipca 1992 roku I. Luty przy współpracy T. Mardala.